# Michael Essien
Michael Kojo Essien (Acra, 3 de dezembro de 1982) é um ex-futebolista ganês que atuava como volante.

## Carreira
Essien começou sua carreira no Liberty Professionals FC, clube tradicional em Gana. Jogou o Campeonato Mundial Sub-17 da Nova Zelândia, em 1999, e chamou a atenção de vários olheiros europeus.

### Bastia
Em julho de 1999, Essien foi contratado pelo Bastia. Inicialmente o volante não tinha uma posição fixa no clube francês, se revezando entre a lateral-esquerda, a lateral-direita e a zaga. Devido a uma contusão de um de seus companheiros, acabou improvisado como meio-campista. Essien adaptou-se muito bem e brilhou em sua nova posição, sendo comparado ao francês Patrick Vieira pela sua força física e seu grande poder de marcação.
Na Ligue 1 de 2002–03, o Bastia cumpriu uma grande campanha e classificou-se à Copa da UEFA. Essien marcou seis gols e logo recebeu propostas de times maiores, como o Lyon e Paris Saint-Germain, da França, e Everton e Liverpool, da Inglaterra.

### Lyon
Depois de recusar um contrato do PSG, Essien assinou pelo Lyon. Nos Les Gones, o ganês foi utilizado de forma mais defensiva, como um primeiro volante.
Conquistou um título da Ligue 1 (Campeonato Francês) em duas temporadas no Lyon e foi eleito o melhor jogador da França em 2005. Não fez parte da segunda conquista nacional pois saiu no meio do ano, em agosto de 2005.

### Chelsea

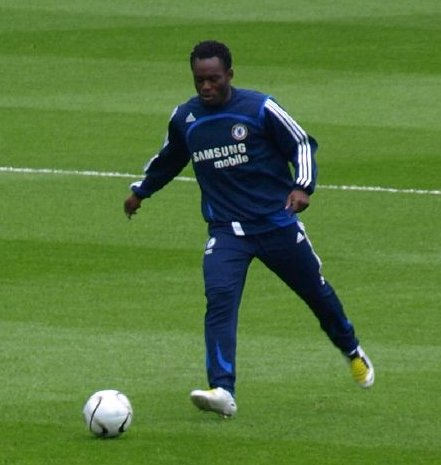
Essien treinando pelo Chelsea em 2008

Após o Lyon recusar uma proposta milionária do Chelsea pelo jogador, Essien afirmou que gostaria de deixar a equipe. Depois de muita resistência, o clube francês permitiu que os ingleses contratassem o jogador por cerca de 50 milhões de dólares, tornando-se o terceiro jogador mais caro do Chelsea até então. Realizou sua estreia pelos Blues no dia 21 de agosto de 2005, contra o Arsenal, vestindo a camisa número 5. Logo tornou-se titular no esquema do técnico José Mourinho, tendo jogado a maioria das partidas do Chelsea desde a sua estreia.
Bastante criticado na sua primeira temporada pela equipe londrina, o jogador foi o principal destaque do clube na temporada seguinte. Posteriormente, foi um dos 50 atletas indicados pela FIFA ao prêmio de Melhor Jogador do Mundo em 2005 e 2006, e foi considerado o terceiro melhor jogador africano de 2006, entre outros prêmios.
Suas últimas temporadas nos Blues, porém, foram extremamente prejudicadas devido às seguidas e graves lesões que sofreu.

### Real Madrid

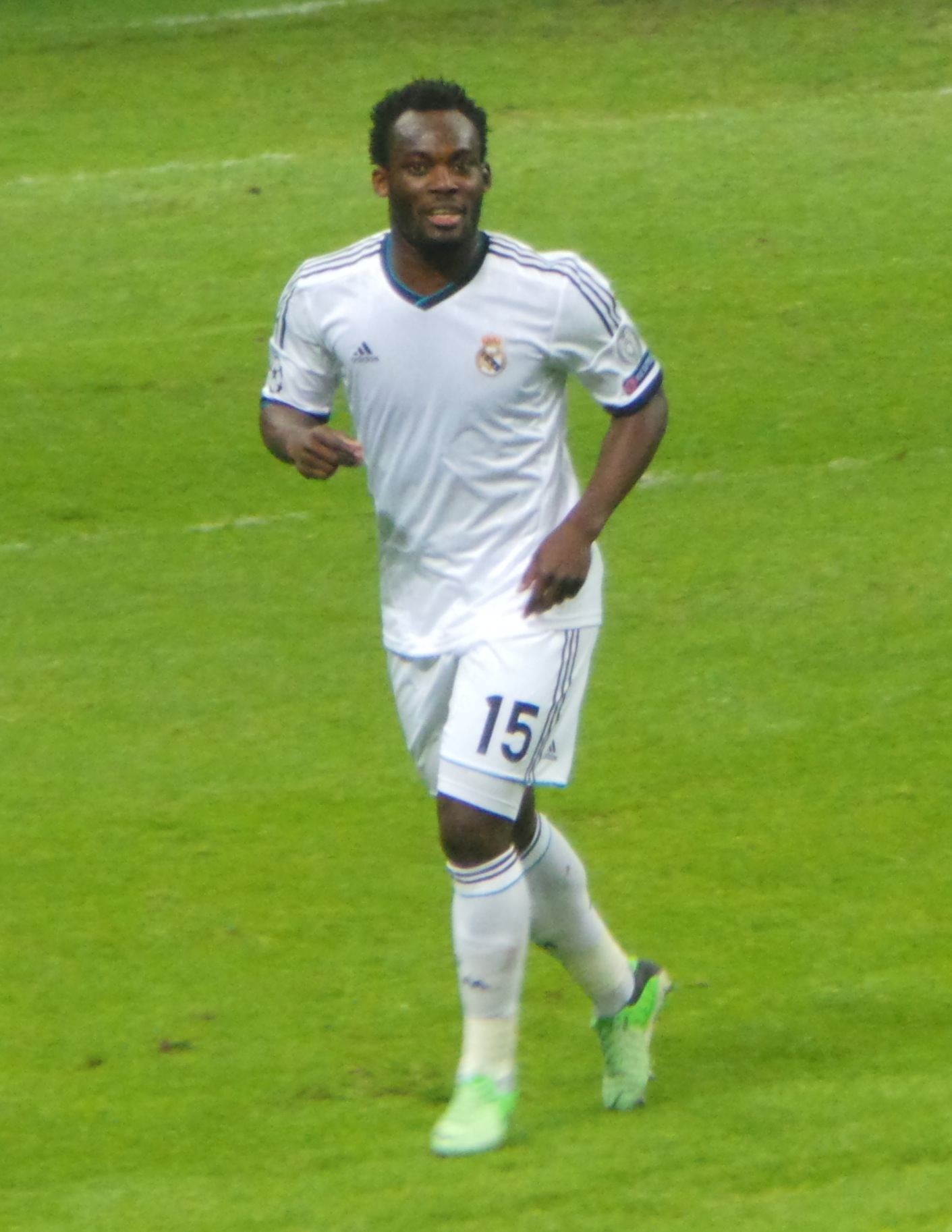
Essien no Real Madrid em 2013

No dia 31 de agosto de 2012, foi confirmado o empréstimo de Essien ao Real Madrid até o fim da temporada 2012–13. O jogador então voltou a trabalhar com José Mourinho, que havia sido seu treinador durante boa parte da passagem pelo Chelsea.

### Milan
Chegou ao Milan no dia 24 de janeiro de 2014, de graça, após onze anos de Chelsea. O volante ganês assinou um contrato de 18 meses com a equipe italiana.

### Panathinaikos
Após reformulação no Milan, no dia 2 de junho de 2015 Essien assinou por dois anos com o Panathinaikos, da Grécia.

### Indonésia e Azerbaijão
No dia 15 de março de 2017, assinou com o Persib Bandung, da Indonésia. Pouco mais de dois anos depois, no dia 16 de março de 2019, acertou com o Sabail, do Azerbaijão.

## Seleção Nacional
Após atuações destacadas no Mundial Sub-17 e no Mundial Sub-20, Essien estreou pela Seleção Ganesa principal no dia 21 de janeiro de 2002 na Copa Africana de Nações, contra o Marrocos.
Esteve presente na Copa do Mundo FIFA de 2006, em que Gana avançou até as oitavas de final, quando foi derrotada pelo Brasil, porém não jogou essa partida por ter sido suspenso contra os Estados Unidos. Quatro anos depois, contundido, não se recuperou a tempo de disputar a Copa do Mundo FIFA de 2010.
Convocado para a Copa do Mundo FIFA de 2014, realizada no Brasil, Essien resolveu trocar o número de sua camisa por superstição, do tradicional 8 para o 5, já que temia novamente ficar de fora do torneio por conta de lesão.

## Homenagens
Em Kumasi, cidade de Gana, foi erguida uma estátua em homenagem a Michael Essien.

## Títulos
Lyon
- Supercopa da França: 2003 e 2004
- Ligue 1: 2003–04

Chelsea
- Premier League: 2005–06 e 2009–10
- Copa da Inglaterra: 2006–07, 2008–09, 2009–10 e 2011–12
- Copa da Liga Inglesa: 2006–07
- Supercopa da Inglaterra: 2009
- Liga dos Campeões da UEFA: 2011–12

### Prêmios individuais
- Futebolista Africano do Ano pela BBC: 2006